# Reaktivní motor

Schéma proudového motoru, jenž je jedním z příkladů reaktivního motoru

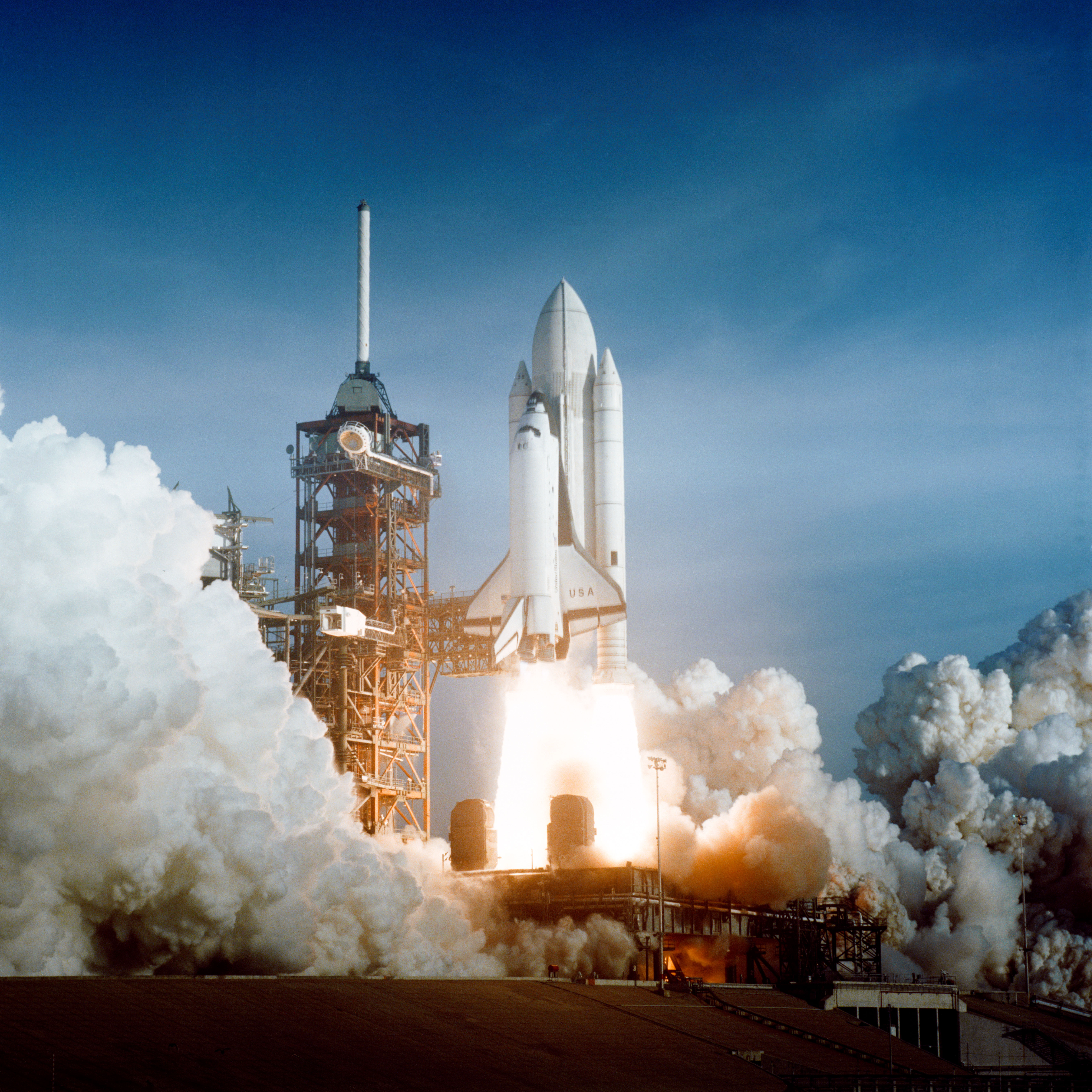
Americký raketoplán používá při startu dva pomocné raketové motory na tuhé palivo

Reaktivní (tryskový) motor je pohon, pracující na principu zákona akce a reakce.
U tryskového motoru:
- Akce: síla, kterou trysky vypudily hořením vzniklé plyny
- Reakce: síla působící na motor, která uvádí do pohybu letadlo nebo raketu

Síla, kterou reaktivní motor vyvíjí, se nazývá tah. Je úměrná množství a rychlosti média, které motor opouští. Aby tato rychlost byla co největší, je reaktivní motor vybaven vhodně tvarovanou tryskou. Princip je znám už od starověku, kdy byl malý kotel ohříván nad ohništěm a pára z něj byla vedena trubkami do kulové nádoby s tryskami, kulová nádoba pak rotovala kolem trubek.
Základní typy reaktivních motorů:
- Proudový motor
- Dvouproudový motor
- Raketový motor
- Náporový motor
- Pulzační motor
- Hydroreaktivní motor
- Iontový motor
- Laserový motor